# 柳川荒士
柳川 荒士（やながわ あらし、1975年3月17日 - ）は、ファッションブランド「John Lawrence Sullivan（ジョン ローレンス サリバン）」のファッションデザイナー。元フライ級プロボクサー（白井・具志堅ジム）。

## 経歴
元ボクサーだった父の影響で、小学5年生からボクシングを始める。広島市立己斐上中学校卒業。崇徳高校時代にインターハイ制覇。中央大学時代には国体、全日本選手権も制した。アトランタオリンピック代表に選ばれたが、アジア予選で韓国選手に敗れ切符を逃す。
具志堅用高に見込まれプロボクサーとなり、フライ級などで4年間リングに立つ（1997年3月17日にプロデビュー。2000年10月19日横浜文化体育館でのスーパーフライ級日本ランカー対決で川嶋勝重にTKO負けを喫し、引退）。
引退後は興味のあった洋服販売を経験。憧れていたロンドンに渡り古着の買い付け販売をしていたが、その頃自らジャケットのデザインも始める。
2003、2004秋冬より、ブランド名「JOHN LAWRENCE SULLIVAN」でデビュー。名前はボクシング初代ヘビー級チャンピオン、ジョン・ローレンス・サリバンから付けた。身体を締め付けるクールなブリティシュスーツに特徴がある。
2006年秋、初めて単独でショーも開き、10代〜20代の若者を中心に人気が高まっている。
2011年1月、パリ・コレクションにデビューした。
中央大学4年次に当時アマチュア全日本フライ級チャンピオンだったが、体育の授業でボクシングを選択し単位を落としたという裏話がある（出席数が足りなかった為、結果的に中退している）。